# Vuelta a Colombia 1964
La 14.ª edición de la Vuelta a Colombia tuvo lugar entre el 8 y el 28 de junio de 1964. El antioqueño Martín "Cochise" Rodríguez del equipo Antioquia A se coronó por segunda vez como campeón de la Vuelta con un tiempo de 70 h, 39 min y 0 s.

## Equipos participantes
| Equipo                  | Categoría  |
| ----------------------- | ---------- |
| Antioquia A             | Aficionado |
| Antioquia B             | Aficionado |
| Antioquia Independiente | Aficionado |
| Bolívar                 | Aficionado |
| Boyacá                  | Aficionado |
| Caldas C                | Aficionado |
| Cauca                   | Aficionado |
| Córdoba                 | Aficionado |
| Cundinamarca A          | Aficionado |
| Cundinamarca B          | Aficionado |
| Cundinamarca C          | Aficionado |
| Distrito                | Aficionado |
| Distrito independiente  | Aficionado |
| Huila Independiente     | Aficionado |
| Magdalena               | Aficionado |
| Manizales               | Aficionado |
| Meta                    | Aficionado |
| Norte de Santander      | Aficionado |
| Pereira                 | Aficionado |
| Pereira Independiente   | Aficionado |
| Tolima                  | Aficionado |
| Valle                   | Aficionado |

## Etapas
| Etapa      | Fecha       | Recorrido                  | Distancia (km)       | Ganador                    | Líder                      |                      |
| ---------- | ----------- | -------------------------- | -------------------- | -------------------------- | -------------------------- | -------------------- |
| 1.ª etapa  | 8 de junio  | Santa Marta - Barranquilla | 130                  | Gabriel Halaixt            | Gabriel Halaixt            |                      |
| 2.ª etapa  | 9 de junio  | Barranquilla - Cartagena   | 137                  | Julio Roberto Caro         | Gabriel Halaixt            |                      |
| 3.ª etapa  | 10 de junio | Cartagena - Sincelejo      | 200                  | Martín "Cochise" Rodríguez | Martín "Cochise" Rodríguez |                      |
| 4.ª etapa  | 11 de junio | Sincelejo - Montería       | 117                  | Hernán Herrón Arenas       | Martín "Cochise" Rodríguez |                      |
| 5.ª etapa  | 12 de junio | Montería - Caucasia        | 118                  | Rubén Darío Gómez          | Martín "Cochise" Rodríguez |                      |
| 6.ª etapa  | 13 de junio | Caucasia - Yarumal         | 168                  | Javier Amado Suárez        | Martín "Cochise" Rodríguez |                      |
| 7.ª etapa  | 14 de junio | Yarumal - Medellín         | 136                  | Martín "Cochise" Rodríguez | Martín "Cochise" Rodríguez |                      |
|            | 15 de junio | Descanso en Medellín       | Descanso en Medellín | Descanso en Medellín       | Descanso en Medellín       | Descanso en Medellín |
| 8.ª etapa  | 16 de junio | Medellín - Riosucio        | 140                  | Alfonso Galvis             | Martín "Cochise" Rodríguez |                      |
| 9.ª etapa  | 17 de junio | Riosucio - Pereira         | 119                  | Martín "Cochise" Rodríguez | Martín "Cochise" Rodríguez |                      |
| 10.ª etapa | 18 de junio | Pereira - Manizales        | 54                   | Martín "Cochise" Rodríguez | Martín "Cochise" Rodríguez |                      |
| 11.ª etapa | 19 de junio | Manizales - Tuluá          | 179                  | Martín "Cochise" Rodríguez | Martín "Cochise" Rodríguez |                      |
| 12.ª etapa | 20 de junio | Tuluá - Cali               | 105                  | Gabriel Halaixt            | Martín "Cochise" Rodríguez |                      |
|            | 21 de junio | Descanso en Cali           | Descanso en Cali     | Descanso en Cali           | Descanso en Cali           | Descanso en Cali     |
| 13.ª etapa | 22 de junio | Cali - Buga                | 70 (CRI)             | Martín "Cochise" Rodríguez | Martín "Cochise" Rodríguez |                      |
| 14.ª etapa | 23 de junio | Buga - Armenia             | 155                  | Jorge Alfonso Luque        | Martín "Cochise" Rodríguez |                      |
| 15.ª etapa | 24 de junio | Armenia - Ibagué           | 98                   | Martín "Cochise" Rodríguez | Martín "Cochise" Rodríguez |                      |
| 16.ª etapa | 25 de junio | Ibagué - Guamo             | 65 (CRI)             | Martín "Cochise" Rodríguez | Martín "Cochise" Rodríguez |                      |
| 17.ª etapa | 26 de junio | Guamo - Neiva              | 140                  | Balmez Álzate              | Martín "Cochise" Rodríguez |                      |
| 18.ª etapa | 27 de junio | Neiva - Girardot           | 178                  | Federico Ortiz Uribe       | Martín "Cochise" Rodríguez |                      |
| 19.ª etapa | 28 de junio | Girardot - Bogotá          | 136                  | Martín "Cochise" Rodríguez | Martín "Cochise" Rodríguez |                      |

## Clasificaciones finales

### Clasificación general
Los diez primeros en la clasificación general final fueron:
| Clasificación general |                            |                |                   |
| Ciclista              | Ciclista                   | Equipo         | Tiempo            |
| --------------------- | -------------------------- | -------------- | ----------------- |
| 1.º                   | Martín "Cochise" Rodríguez | Antioquia A    | 70 h 39 min 00 s  |
| 2.º                   | Rubén Darío Gómez          | Pereira        | + 1 h 04 min 14 s |
| 3.º                   | Pablo Enrique Hernández    | Cundinamarca A | + 1 h 09 min 41 s |
| 4.º                   | Gabriel Halaixt            | Antioquia A    | + 1 h 12 min 46 s |
| 5.º                   | Javier Amado Suárez        | Antioquia A    | + 1 h 14 min 02 s |
| 6.º                   | Carlos Montoya Arias       | Valle          | + 1 h 14 min 46 s |
| 7.º                   | Ramón Hoyos Vallejo        | Antioquia A    | + 1 h 21 min 47 s |
| 8.º                   | Carlos Ariel Betancurt     | Pereira        | + 1 h 32 min 05 s |
| 9.º                   | Ricardo Ovalle             | Meta           | + 1 h 35 min 10 s |
| 10.º                  | Gustavo Rincón             | Cundinamarca A | + 1 h 36 min 26 s |

### Clasificación de la montaña
| Clasificación de la montaña |                            |              |        |
| Ciclista                    | Ciclista                   | Equipo       | Puntos |
| --------------------------- | -------------------------- | ------------ | ------ |
| 1.º                         | Martín "Cochise" Rodríguez | Antioquia A  | 43     |
| 2.º                         | Rubén Darío Gómez          | Pereira      | 22     |
| 3.º                         | Pablo Enrique Hernández    | Cundinamarca | 15     |

### Clasificación de las metas volantes
| Clasificación de las metas volantes |                            |             |        |
| Ciclista                            | Ciclista                   | Equipo      | Puntos |
| ----------------------------------- | -------------------------- | ----------- | ------ |
| 1.º                                 | Martín "Cochise" Rodríguez | Antioquia A | 18     |
| 2.º                                 | Carlos Montoya Arias       | Valle       | 14     |
| 3.º                                 | Serafín Bernal Parada      | Boyacá      | 10     |

### Clasificación de los novatos
| Clasificación de los novatos |                |                |                  |
| Ciclista                     | Ciclista       | Equipo         | Tiempo           |
| ---------------------------- | -------------- | -------------- | ---------------- |
| 1.º                          | Gustavo Rincón | Cundinamarca A | 72 h 15 min 26 s |
| 2.º                          | Oscar Garcia   | Manizales      | + 27 min 41 s    |
| 3.º                          | Jesús Roldán   | Antioquia B    | + 42 min 38 s    |

### Clasificación por equipos
| Clasificación por equipos |                |                   |
| Equipo                    | Equipo         | Tiempo            |
| ------------------------- | -------------- | ----------------- |
| 1.º                       | Antioquia A    | 214 h 02 min 24 s |
| 2.º                       | Cundinamarca A | + 2 h 01 min 03 s |
| 3.º                       | Pereira        | + 2 h 58 min 48 s |